# La Peur (album)
Pour les articles homonymes, voir La Peur.
Albums de Johnny Hallyday
Quelque part un aigle
(1982) Entre violence et violon
(1983)
Singles
1. Je suis victime de l'amour
Sortie : 6 octobre 1982

La Peur est le 30e album studio de Johnny Hallyday sorti en 1982.

## Histoire
Réalisé spécialement à l'attention du spectacle, Fantasmhallyday l'album sort quelques jours avant la rentrée de Johnny Hallyday au Palais des sports de Paris. Il est dans la mouvance de ce qu'est le show : en première partie, présentation du "Survivant" ou l'apocalypse vue par Hallyday, puis en seconde partie un tour de chant « classique », donc plus rock'n'roll, dans la tradition des récitals de l'artiste. Conçu selon le même concept, l'album propose en alternance les chansons du show (5 sur 11 - *) et d'autres, pour la plupart des rocks, plus proches des thèmes habituellement abordés par Johnny Hallyday.
Les titres La peur et Il nous faudra parler d'amour un jour firent grande impression sur la scène du Palais des Sports. Mais aussi Cartes postales d'Alabama (adaptation de Sweet Home Alabama de Lynyrd Skynyrd, adapté par Eddy Mitchell), Le Survivant (adaptation de You Ought To Know By Now de Ray Kennedy) et surtout Veau d'or vaudou qui étonne par la virulence de son texte (la chanson Je suis victime de l'amour est également au programme du Palais des Sports, en seconde partie). Je n'en suis plus capable propose un final à l'accordéon électronique tandis qu'Hallyday tout en voix sur Faire face, rivalise de puissance avec les cuivres.

## Autour de l'album
L'album La peur est le 4e album réalisé par Pierre Billon pour Johnny Hallyday, il sort le 7 septembre 1982.
La peur est le premier album de Johnny Hallyday à être diffusé en CD, « l'un des tout premiers du genre en France ».
Références originales : 6313 417 (33 tours) / 810 014-2 (CD)
Note : Cette même année, Pierre Billon réalisera également pour Johnny Hallyday :
- Le double 33 tours des réenregistrements des 34 premières chansons de l'artiste "Version 82".
- Black es noir, album entièrement chanté en espagnol par Johnny Hallyday.

## Titres
Nota :
- (rappel) Les titres marqués d'un * sont écrits à l'attention du thème Fantasmhallyday, spectacle joué en 1982-1983 (à Paris et en tournée).
- Arrangements Johnny Hallyday (titres : La peur, Je n'en suis plus capable, Sans profession).

| 1.  | Le survivant (*) (You Oughta Know By Now)          | Long Chris (adaptation)        | Jack Conrad, Ray Kennedy, David Foster    | 4:20 |
| 2.  | La peur (*)                                        | Pierre Billon                  | Jean Renard                               | 3:41 |
| 3.  | Veau d'or, vaudou (*)                              | Daniel Boublil - Alain Boublil | Bruno Victoire                            | 4:22 |
| 4.  | Je n'en suis plus capable                          | Patrick Larue                  | Jean-Pierre Gaussaud                      | 4:29 |
| 5.  | Cartes postales d’Alabama (*) (Sweet Home Alabama) | Claude Moine                   | Ronnie Van Zant, Ed King, Gary Rossington | 4:51 |
| 6.  | Je suis victime de l'amour (Victim Of Romance)     | Georges Aber (adaptation)      | Moon Martin                               | 3:38 |
| 7.  | Sans profession                                    | Patrick Larue                  | Pierre Billon, Bruno Victoire             | 4:19 |
| 8.  | Il nous faudra parler d'amour un jour (*)          | Bob Decout                     | Bruno Victoire                            | 3:38 |
| 9.  | Oublier                                            | Bob Decout                     | Bruno Victoire                            | 3:08 |
| 10. | Faire face                                         | Gil de Loonois                 | Pierre Naçabal                            | 3:21 |
| 11. | Ma voix de révolté                                 | Georges Aber                   | Pierre Naçabal - Noël Colleau             | 3:42 |

## Musiciens
- Guitares : Slim Pezin, Patrice Tison, Bruno Victoire, José Souc
- Basse : Sauveur Mallia
- Batterie : Pierre-Alain Dahan, Joe Hammer
- Percussions : Marc Chantereau
- Claviers : Roger Loubet, Jean-Pierre Sabar
- Chœurs : Marcel Angel, Michel Costa, Georges Costa, Bernard Ilous, Dominique Poulain, Catherine Bonnevoy, Karin Mercier, Marie-France Tiberge, Pierre Billon, Bruno Victoire.

## Classements hebdomadaires
| Classement (2000) | Meilleure position |
| ----------------- | ------------------ |
| France (SNEP)     | 26                 |